# De boer en de duivel
De boer en de duivel is een sprookje dat werd verzameld door de gebroeders Grimm voor Kinder- und Hausmärchen en kreeg het volgnummer KHM189. De oorspronkelijke naam is Der Bauer und der Teufel.

## Het verhaal
Het verhaal gaat over een sluw boertje die de duivel voor de gek kon houden. Toen het boertje van zijn akker naar huis wilde gaan, was het al schemerig en hij ziet een berg met vurige kolen. Op het vuur zit een klein zwart duiveltje en die zit op een schat. De boer zegt dat de schat op zijn land ligt en de duivel zegt dat de schat de zijne kan worden als hij twee jaar de helft geeft van zijn opbrengst van de akker. De boer vindt het goed en ze komen overeen: de duivel krijgt wat boven de grond komt en de boer houdt wat onder de grond zit.
De boer zaait bieten en als het oogsttijd is, komt de duivel. Hij krijgt alleen gele slappe bladeren en de boer neemt de bieten mee. De duivel echter wil nu het volgende jaar wat onder de grond zit en de boer stemt toe. Als het oogsttijd is, komt de duivel opnieuw en ziet de boer halmen snijden. De duivel krijgt enkel de tarwestoppels en stort zich woedend en verslagen in een ravijn. De boer gaat dan zijn schat halen.

## Achtergronden
- Het sprookje komt uit Büchlein für die Jugend (1834) vana Ludwig Aurbacher.
- In veel landen komen soortgelijke verhalen voor.
- Vergelijk Het boertje van Wakelslag en de duivel uit de Achterhoek. Hier zaait de boer het eerste jaar aardappels en de duivel krijgt het blad, het tweede jaar wordt rogge gezaaid en de boer krijgt de stoppels. De boer tekent een derde contract voor de helft van alles wat boven en onder de grond groeit, maar is de duivel opnieuw te slim af.
- De duivel komt vaak voor in sprookjes, zie ook De duivel met de drie gouden haren (KHM29), Het meisje zonder handen (KHM31), De peetoom (KHM42), Het aardmanneke (KHM91), De roetzwarte broer van de duivel (KHM100), De drie handwerksgezellen (KHM120), De duivel en zijn grootmoeder (KHM125), Het gedierte van de Heer en de Duivel (KHM148), en De grafheuvel (KHM195).